# Bầu cử tổng thống Mông Cổ 2013
Bầu cử tổng thống  Mông Cổ năm 2013 diễn ra ngày 26 tháng 6 năm 2013. Ứng viên Đảng Dân chủ Tsakhiagiin Elbegdorj tái đắc cử, vượt qua ứng ứng Đảng Nhân dân Mông Cổ Badmaanyambuugiin Bat-Erdene và Đảng Cách mạng Nhân dân Mông Cổ Natsagiin Udval (Bộ trưởng Bộ Y tế).
Cả hai Elbegdorj và Bat-Erdene thấy sự ủng hộ từ dân số đô thị trong thủ đô Ulan Bator, Bat-Erdene có nhiều hơn một đảng sau bảo thủ và tổng thống đương nhiệm được hỗ trợ bởi tầng lớp trung lưu. Elbegdorj thắng cử với 50,23% số phiếu bầu phổ thông, chênh lệch gần 9% so với Bat-Erdene. Udval nhận được 6,5% số phiếu phổ thông. Cuộc tái thắng cử của Elbegdorj giữ Đảng Dân chủ cầm quyền cả hai trong nhiệm kỳ tổng thống và quốc hội.

## Hệ thống bầu cử
Cuộc bầu cử được tổ chức bằng cách sử dụng Hệ thống bầu cử hai vòng, nếu không có ứng cử viên đã nhận được đa số phiếu trong vòng đầu tiên, lần thứ hai sẽ được tổ chức. Vòng thứ hai sẽ được tổ chức vào ngày 10 tháng 7 năm 2013 nếu cần thiết. Chỉ với bên ghế trong Khural lớn Nhà nước được phép đề cử ứng cử viên.
Các cuộc bầu cử là người đầu tiên trong đó Người Mông Cổ sống ở nước ngoài đã được phép bỏ phiếu, với khoảng 39.800 công dân Mông Cổ sống ở Mông Cổ vào thời điểm bầu cử. Cải cách khác đã được thực hiện kể từ khi cuộc bầu cử quốc hội năm 2012, bao gồm cả giới hạn về chi tiêu của các ứng cử viên về vận động và quảng cáo. Như trong cuộc bầu cử năm 2012, cuộc bầu cử tổng thống sử dụng máy bỏ phiếu điện tử từ Dominion Hệ thống bỏ phiếu.

## Vận động
Thay đổi luật chiến dịch đã được thực hiện trong năm 2011 mà hạn chế số lượng của truyền hình và Áp phích quảng cáo một ứng cử viên có thể sử dụng. Nó cũng tăng hình phạt đối với người vi phạm. Mục đích là để có các ứng cử viên được đánh giá trên công đức của họ nền tảng chứ không phải là ngân sách của chiến dịch của họ. Sự thay đổi này làm tăng vai trò của các mạng xã hội như Facebook và Twitter trong chiến dịch ứng cử viên.